# Paterson Joseph
Paterson Joseph (Londra, 22 giugno 1964) è un attore britannico.

## Biografia
Figlio di genitori emigrati da Santa Lucia, studia dal 1983 al 1985 al LAMDA. L'attore, che prima di dedicarsi alla recitazione era uno chef, vive in Francia con la moglie e ha un figlio.

## Filmografia parziale

### Cinema
- Nel nome del padre (In the Name of the Father), regia di Jim Sheridan (1993)
- The Long Run, regia di Jean Stewart (2000)
- The Beach, regia di Danny Boyle (2000)
- Æon Flux - Il futuro ha inizio (Æon Flux), regia di Karyn Kusama (2005)
- L'ombra del sospetto (The Other Man), regia di Richard Eyre (2008)
- Wonka, regia di Paul King (2023)

### Televisione
- Neverwhere – serie TV, 6 episodi (1996)
- Casualty – serie TV, 42 episodi (1994-1998)
- Waking the Dead – serie TV, episodi 2x01-2x02 (2002)
- Testimoni silenziosi (Silent Witness) – serie TV, episodi 6x01-6x02 (2002)
- Peep Show – serie TV, 17 episodi (2003-2015)
- La legge di Murphy (Murphy's Law) – serie TV (2004)
- Green Wing – serie TV, 9 episodi (2004-2006)
- Dalziel and Pascoe – serie TV, episodi 9x01-9x02 (2005)
- Doctor Who – serie TV, episodi 1x12-1x13 (2005)
- Jericho – serie TV, episodio 1x01 (2005)
- Jekyll – miniserie TV, 4 puntate (2007)
- Survivors – serie TV, 12 episodi (2008-2010)
- The No. 1 Ladies' Detective Agency – serie TV, episodi 1x05-1x06 (2009)
- Boy Meets Girl – miniserie TV, 4 puntate (2009)
- Delitti in Paradiso (Death in Paradise) – serie TV, episodio 1x02 (2011)
- Hustle - I signori della truffa (Hustle) – serie TV, episodio 8x01 (2012)
- Law & Order: UK – serie TV, 13 episodi (2013-2014)
- The Leftovers - Svaniti nel nulla (The Leftovers) – serie TV, 7 episodi (2014-2015)
- Safe House – serie TV, 4 episodi (2015)
- Timeless – serie TV, 27 episodi (2016-2018)
- Grantchester – serie TV, episodio 4x01 (2019)
- Vigil - Indagine a bordo (Vigil) – miniserie TV, 6 puntate (2021)

### Doppiatore
- Twilight of the Gods - serie animata (2024)

## Doppiatori italiani
Nelle versioni in italiano delle opere in cui ha recitato, Paterson Joseph è stato doppiato da:
- Massimo Bitossi in Survivors, Vigil - Indagine a bordo
- Simone Mori in Timeless, Timeless: The Movie
- Fabio Boccanera in Æon Flux - Il futuro ha inizio
- Marco Baroni in L'ombra del sospetto
- Stefano Benassi in Law & Order: UK
- Nanni Baldini in Wonka